# 火薬類取締法
火薬類取締法（かやくるいとりしまりほう、昭和25年法律第149号）は、火薬類の製造、販売、貯蔵、運搬、消費その他の取扱を規制することにより、火薬類による災害や事故を防止し、公共の安全を確保することに関する法律である。
1950年11月3日に施行。なお、「火薬類」とは法律上定められた火薬、爆薬および火工品の総称である。

## 主務官庁
火薬類の製造、販売、貯蔵、消費、廃棄等については経済産業省商務情報政策局産業保安グループ鉱山・火薬類監理官職（都道府県知事）の所管、運搬については内閣府令を根拠とする内閣府の委任により警察庁交通局交通指導課（都道府県公安委員会および都道府県警察交通部）の所管となる。なお、経産省の産業保安部門は一時原子力安全・保安院の所管となっていたことがある。

## 構成
- 第1章 総則（第1条・第2条）
- 第2章 事業（第3条 - 第27条の2）
- 第3章 保安
  - 第1節 保安（第28条 - 第45条の3）
  - 第2節 完成検査及び保安検査に係る認定（第45条の3の2 - 第45条の3の11）
  - 第3節 指定試験機関（第45条の4 - 第45条の22）
  - 第4節 指定完成検査機関及び指定保安検査機関（第45条の2 - 第45条の38）
- 第4章 雑則（第46条 - 第57条の4）
- 第5章 罰則（第58条 - 第62条）
- 附則

## 資格
- 火薬類保安責任者
  - 火薬類製造保安責任者
  - 火薬類取扱保安責任者

## 沿革
- 銃砲火薬類取締法(明治32年8月4日法律第106号 - 昭和25年廃止）
- 火薬類取締法 （昭和25年-現在）